# Jorge Ribeiro
Jorge Miguel de Oliveira Ribeiro (* 9. November 1981 in Lissabon) ist ein portugiesischer Fußballspieler, der in der Abwehr spielt.
Zur Saison 2008/09 wechselte er von Boavista Porto zu Benfica Lissabon. Er wurde außerdem zum Kader der portugiesischen Nationalmannschaft für die Europameisterschaft 2008 berufen. Jorge Ribeiro ist der jüngere Bruder von Maniche.

## Laufbahn

### Verein
Jorge Ribeiro wurde in der Fußballschule von Benfica Lissabon ausgebildet und machte sein Debüt für den Klub in der Saison 1999/2000. In den nächsten Jahren wurde er einige Male verliehen, bis er im Jahre 2005 einem Angebot von Dynamo Moskau nachging. Doch schon nach einer Saison wurde er wieder verliehen, diesmal aber nach Spanien zum FC Málaga und ein Jahr darauf zu Desportivo Aves in Portugal. 
Zur Saison 2007/08 wurde er von Boavista Porto verpflichtet. Nach einer starken Saison wurde er wieder von seinem Heimatverein Benfica Lissabon verpflichtet.

### Nationalmannschaft
Sein erstes Spiel absolvierte er im November 2002 gegen Schottland. Aber erst 2007 wurde er zu einem Stammspieler der Nationalmannschaft, was ihm auch einen Platz im Kader der portugiesischen Nationalmannschaft zur EM 2008 einbrachte.

## Erfolge
- Benfica Lissabon
  - Portugiesische Meisterschaft: 2009/10
  - Taça da Liga: 2009/10